# 東大ポポロ事件
東大ポポロ事件（とうだいポポロじけん）とは、東京大学の公認学生団体「ポポロ劇団」が演劇発表会を行なった際に、学生が会場にいた私服警官を取り調べたところ、所持していた手帳から警察官のスパイ行為が発覚、暴行を加えた事件。
日本において大学の自治に関する最高裁判所判例をもたらした事件であり、日本国憲法第23条に保障する学問の自由及びそこに含まれる大学の自治が問題となった。

## 事件の概要

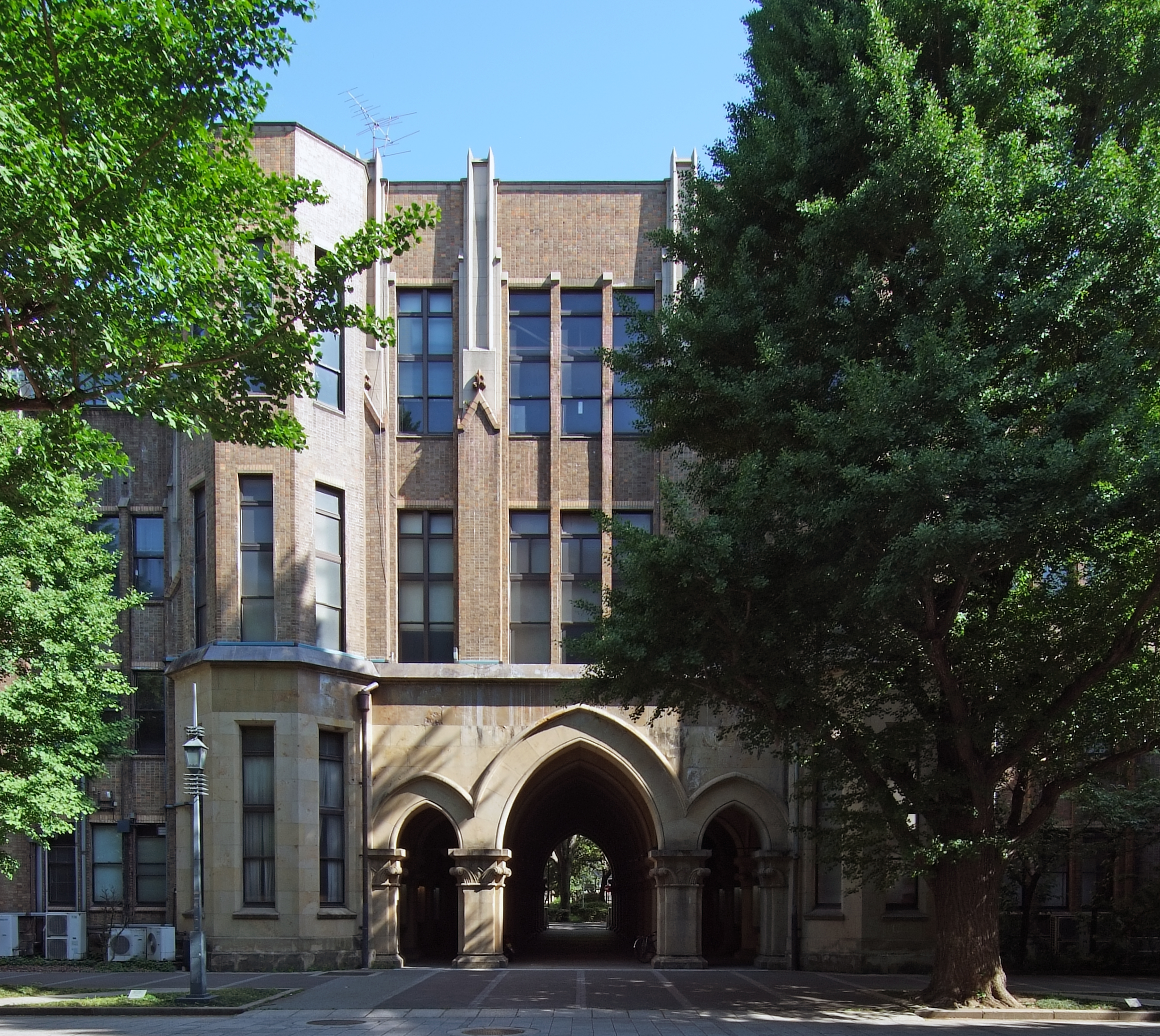
法文経1号館（東大本郷キャンパス）

ポポロ劇団は1952年2月20日、東京大学本郷キャンパス法文経25番教室で松川事件をテーマとした演劇『何時（いつ）の日にか』（農民作家・藤田晋助の戯曲、1952年1月発表）の上演を行なった。これは大学の許可を得たものであった。上演中に、観客の中に本富士警察署の私服警官4名がいるのを学生が発見し、3名の身柄を拘束して警察手帳を奪い、謝罪文を書かせ、学生らが暴行を加えた。奪った警察手帳は東京大学の決議によって警察に返還されたが、警察手帳のメモから少なくとも1950年7月以降から警察が東大内を張込・尾行をして学生の思想動向等の調査を行っていたことが判明した。私服警官に暴行を加えた2人が暴力行為等処罰ニ関スル法律により起訴された。このうち一人はのちに秋田県横手市で市長を務めた千田謙蔵である。

## 裁判の経過
一審は、被告人学生の行為が大学の自治を守るためのものであるゆえに正当であるとし、学生を無罪とした（東京地方裁判所昭和29年5月11日判決）。
二審（東京高等裁判所昭和31年5月8日）も一審を支持したため、検察が上告。
最高裁判所大法廷は昭和38年5月22日、原審を破棄し、審理を東京地方裁判所に差戻した。理由として
しかし、
なお、本判決には裁判官入江俊郎・奥野健一・山田作之助・斎藤朔郎の4名による共同補足意見、裁判官垂水克己の補足意見、裁判官石坂修一の補足意見、および裁判官横田正俊の意見がある。
差し戻し後、被告人は第一審で有罪とされ（東京地方裁判所昭和40年6月26日判決）、控訴・上告も棄却された（東京高等裁判所昭和41年9月14日判決、最高裁判所昭和48年3月22日判決）。懲役6か月と4か月。執行猶予2年。

## 論点
- 制度的保障としての学問の自由。
- 「政治的社会的活動」と「学問的研究・発表」の峻別は困難であるという点。
- 警察の介入と当時の文部省の通達。

## 判例評釈
- 佐藤司「学問の自由と大学の自治─ポポロ事件」芦部信喜・高橋和之・長谷部恭男編『憲法判例百選I 第4版』184頁（有斐閣、2000年）